# Corinna loricata
Corinna loricata là một loài nhện trong họ Corinnidae.
Loài này thuộc chi Corinna. Corinna loricata được Philip Bertkau miêu tả năm 1880.